# Aurel Vlaicu (film)
Aurel Vlaicu este un film biografic românesc din 1978 regizat de Mircea Drăgan. Rolurile principale au fost interpretate de actorii Gabriel Oseciuc, Radu Beligan și Octavian Cotescu.

## Distribuție
- Gabriel Oseciuc — ing. aviator Aurel Vlaicu
- Radu Beligan — ziaristul Ilarie Chendi
- Octavian Cotescu — scriitorul Alexandru Vlahuță
- Toma Dimitriu — Dumitru Vlaicu, tatăl lui Aurel
- Maria Voluntaru — Ana Vlaicu, mama lui Aurel
- Violeta Andrei — Elena Caragiani, prima femeie aviator din România
- Emanoil Petruț — profesorul și omul politic Spiru Haret
- Dina Cocea — marea actriță Aristizza Romanescu
- Gheorghe Cozorici — deputatul D.D. Pătrășcanu
- Valentin Teodosiu — publicistul Ion Rusu Abrudeanu, prietenul lui Aurel
- Ritta Feldmayer — studenta germană Lotte, iubita lui Aurel de la München
- Ioana Drăgan — soția prim-ministrului
- Alexandru Repan — prințul Valentin Bibescu, aviator român
- George Paul Avram — avocatul lui Aurel Vlaicu
- Dem Rădulescu — scriitorul Ion Luca Caragiale
- Ștefan Tapalagă — ing. aviator Traian Vuia
- Günter Drescher — secretarul Universității din München
- Liviu Rozorea — poetul Octavian Goga
- Adrian Pintea — poetul Ștefan Octavian Iosif
- Peter Schuch — profesorul german Ebbert
- Constantin Dinulescu — ministrul liberal Vasile Morțun
- Michael Bleitziffer — studentul german Müller
- Valentin Mihali — mecanicul militar Ion Ciulu
- Ion Pascu — moș Gligor, sătean din Binținți
- Mircea Bașta — col. Miclescu, comandantul Arsenalului Militar
- Raimund Binder — Rudolf Wells, reprezentantul austriac al companiei Marconi's Wireless Telegraph Company din Chelmsford
- Ionel Popovici — Ion Vlaicu, fratele lui Aurel
- Constantin Bărbulescu — regele Carol I al României
- Constantin Brînzea — lt. aviator Mircea Zorileanu
- Chiril Economu — politicianul conservator Nicolae Filipescu
- Constantin Brezeanu — colecționarul de artă Alexandru Bogdan-Pitești
- Eugen Popescu Cosmin — avocatul Mihail Cerchez, creatorul primului aerodrom din România
- Ion Henter — afaceristul englez
- Iulius Szabo — generalul austriac
- Cornelia Oseciuc — Miruna Tănăsescu, iubita lui Aurel
- Marcel Iureș — aviatorul francez Michel Molla
- Ion Micu — aviatorul francez Roland Garros
- Ioana M. Drăgan — Valeria Vlaicu, sora lui Aurel
- Mihai Boghiță — mecanic militar
- Niculae Urs (menționat Nicolae Urs)
- Virginia Rogin
- Karol Erdösch
- Vasile Ardeleanu
- Alexandrina Pascu
- Alexandru Fole
- Simion Negrilă
- Rodica Postelnicu
- Ion Lupu
- Mihai Mihail
- Aurelia Șotropa
- Grigore Alexandrescu
- Ion Niciu — crainicul mitingului aviatic al lui Louis Blériot
- Emil Mureșan
- Mariana Cristea
- Constantin Bîrliba
- Victor Lache
- Viorica Hodel
- Ionel Bobocel
- Gabriela Vlad
- Wilhelmina Câta
- Herbert Schmith
- Roxana Strîmbeanu
- Maria Mazilu
- Radu Dunăreanu

## Primire
Filmul a fost vizionat de 1.799.796 de spectatori în cinematografele din România, după cum atestă o situație a numărului de spectatori înregistrat de filmele românești de la data premierei și până la data de 31 decembrie 2014 alcătuită de Centrul Național al Cinematografiei.